# Anthicus impressicollis
Anthicus impressicollis is een keversoort uit de familie snoerhalskevers (Anthicidae). De wetenschappelijke naam van de soort is voor het eerst geldig gepubliceerd in 1924 door Chobaut.